# Дервиш (арктический конвой)
Арктический конвой «Дервиш» (операция «Дервиш») — первый малый океанский тихоходный специальный конвой, отправленный Великобританией в СССР во время Второй мировой войны со стратегическими грузами.
После нападения Германии на СССР был сформирован первый британский арктический конвой из семи транспортов (шесть грузовых пароходов и один танкер вспомогательного флота). Официально конвой не получил буквенной литеры PQ, но в литературе и СМИ встречаются упоминания об этом конвое под литерами с номером PQ-0.
12 августа 1941 года конвой вышел из порта Ливерпуль (Англия), в направлении Скапа-Флоу (Оркнейские острова), 16 августа прибыв в Хвалфьордур (Исландия), для заправки топливом. После короткой остановки в Хвалфьордуре, 21 августа 1941 года конвой направился в Архангельск. Не обнаруженный немецкой воздушной разведкой, конвой без потерь прибыл в Архангельск 31 августа 1941 года.
В честь арктического конвоя назван новый спасательный буксир проекта 02980 «Полярный конвой», вошедший в состав ВМФ России в мае 2017 года.

## Состав конвоя
Конвой состоял из пяти английских судов и одного голландского судна, загруженных стратегически важным сырьём (10 000 тонн каучука, 1 500 тонн форменных ботинок, олово, шерсть и множество другого инвентаря и оборудования) и военной техникой (3 800 глубинных бомб и магнитных мин, 15 истребителей «Харрикейн», в разобранном состоянии), а также одного вспомогательного судна «Олдерсдейл», загруженного топливом.

### Грузовые суда
Грузовые суда, тоннажем свыше 1 900 тонн:
| Список грузовых судов конвоя «Дервиш» | Список грузовых судов конвоя «Дервиш» | Список грузовых судов конвоя «Дервиш» | Список грузовых судов конвоя «Дервиш» | Список грузовых судов конвоя «Дервиш» | Список грузовых судов конвоя «Дервиш» | Список грузовых судов конвоя «Дервиш» | Список грузовых судов конвоя «Дервиш» | Список грузовых судов конвоя «Дервиш» | Список грузовых судов конвоя «Дервиш»    | Список грузовых судов конвоя «Дервиш» |
| № п/п                                 | Название судна русское                | Название судна английское             | Тип судна                             | Страна флага                          | № в ордере (CR)                       | Тоннаж (брт)                          | Год закладки                          | Груз                                  | Экипаж/потери                            | Дополнительная информация |
| ------------------------------------- | ------------------------------------- | ------------------------------------- | ------------------------------------- | ------------------------------------- | ------------------------------------- | ------------------------------------- | ------------------------------------- | ------------------------------------- | ---------------------------------------- | --- |
| 1                                     | «Альчиба»                             | SS Alchiba                            | грузовое судно                        | Нидерланды                            | 23                                    | 4427                                  | 1920                                  | Стратегический груз                   |                                          | Вышел из порта Ливерпуль 12 августа, прибыл в Архангельск 1 сентября в 15:00. |
| 2                                     | «Олдерсдейл»                          | RFA Aldersdale (X34)                  | флотский танкер                       | Великобритания                        | --                                    | 8402                                  | 1937                                  | Топливо                               |                                          | 15 августа, покинул Сейдисфьордюр (Исландия), прибыл в Хвалфьордур 16 августа 1941 года, в этот же день покинул порт с судами конвоя. |
| 3                                     | «Ланкастриан Принс»                   | SS Lancastrian Prince                 | грузовое судно                        | Великобритания                        | 12                                    | 1914                                  | 1940                                  | Стратегический груз                   |                                          | Вышел из порта Ливерпуль 12 августа, прибыл в Архангельск 31 августа в 21:30. |
| 4                                     | «Ланстефан Кэстл»                     | SS Llanstephan Castle                 | грузовое судно                        | Великобритания                        | 21                                    | 11348                                 | 1914                                  | Стратегический груз                   |                                          | Через Скапа-Флоу и Хвалфьордур. На борту находились два журналиста и художник Феликс Топольский. Также на борту судна находился персонал и оборудование, включая 15 разобранных истребителей «Харрикейн Mk IIB» из 151-го авиакрыла прибыл в Архангельск 1 сентября в 22:00. (Операция «Бенедикт») |
| 5                                     | «Нью Вестминстер Сити»                | SS New Westminster City               | грузовое судно                        | Великобритания                        | 11                                    | 4747                                  | 1929                                  | Стратегический груз                   | Прибыл в Архангельск 31 августа в 22:00. | |
| 6                                     | «Трехата»                             | SS Trehata                            | грузовое судно                        | Великобритания                        | 13                                    | 4817                                  | 1928                                  | Стратегический груз                   |                                          | Вышел из порта Ливерпуль 12 августа, прибыл в Архангельск 31 августа в 21:00. |
| 7                                     | «Эшен»                                | SS Esneh                              | грузовое судно                        | Великобритания                        | 22                                    | 1931                                  | 1919                                  | Стратегический груз                   |                                          | Вышел из порта Скапа-Флоу 16 августа, прибыл в Архангельск 31 августа. |

### Эскорт
| Список судов охранения конвоя «Дервиш» | Список судов охранения конвоя «Дервиш» | Список судов охранения конвоя «Дервиш» | Список судов охранения конвоя «Дервиш» | Список судов охранения конвоя «Дервиш» | Список судов охранения конвоя «Дервиш» | Список судов охранения конвоя «Дервиш» | Список судов охранения конвоя «Дервиш»                                                            |
| № п/п                                  | Тип                                    | Номер вымпела                          | Название судна английское              | Название судна русское                 | Страна флага                           | Капитан                                | Дополнительная информация                                                                         |
| -------------------------------------- | -------------------------------------- | -------------------------------------- | -------------------------------------- | -------------------------------------- | -------------------------------------- | -------------------------------------- | ------------------------------------------------------------------------------------------------- |
| 1                                      | Тяжёлый крейсер типа «Лондон»          | 39                                     | HMS Devonshire (1927)                  | ЕВК «Девоншир»                         | Великобритания                         |                                        | С 23 по 26 августа в составе сил дальнего прикрытия, под командованием контр-адмирала Уэйк-Уокера |
| 2                                      | Тяжёлый крейсер типа «Кент»            | 55                                     | HMS Suffolk (1926)                     | ЕВК «Саффолк»                          | Великобритания                         |                                        | С 24 по 26 августа в составе сил дальнего прикрытия, под командованием контр-адмирала Уэйк-Уокера |
| 3                                      | Эсминец типа «I»                       | D02                                    | HMS Inglefield (1936)                  | ЕВК «Инглфилд»                         | Великобритания                         |                                        | В составе сил дальнего прикрытия с 24 августа 1941 года.                                          |
| 4                                      | Эсминец типа «I»                       | D11                                    | HMS Impulsive (1937)                   | ЕВК «Импалсив»                         | Великобритания                         |                                        |                                                                                                   |
| 5                                      | Эсминец типа «E»                       | H27                                    | HMS Electra (1934)                     | ЕВК «Электра»                          | Великобритания                         |                                        |                                                                                                   |
| 6                                      | Эсминец типа «E»                       | H08                                    | HMS Eclipse (1933)                     | ЕВК «Эклипс»                           | Великобритания                         |                                        | Сопровождал конвой с 25 августа 1941 года.                                                        |
| 7                                      | Эсминец типа «E»                       | H17                                    | HMS Escapade (1934)                    | ЕВК «Эскападе»                         | Великобритания                         |                                        | Сопровождал конвой с 24 августа 1941 года.                                                        |
| 8                                      | Корвет типа «Шекспир»                  | T167                                   | HMT Hamlet (1940)                      | ЕВК «Гамлет»                           | Великобритания                         |                                        |                                                                                                   |
| 9                                      | Корвет типа «Шекспир»                  | T138                                   | HMT Macbeth (1940)                     | ЕВК «Макбет»                           | Великобритания                         |                                        |                                                                                                   |
| 10                                     | Корвет типа «Шекспир»                  | T05                                    | HMT Ophelia (1940)                     | ЕВК «Офелия»                           | Великобритания                         |                                        |                                                                                                   |
| 11                                     | Тральщик типа «Хальсион»               | J42                                    | HMS Halcyon (1933)                     | ЕВК «Хальсион»                         | Великобритания                         |                                        |                                                                                                   |
| 12                                     | Тральщик типа «Хальсион»               | J71                                    | HMS Harrier (1934)                     | ЕВК «Хариер»                           | Великобритания                         |                                        |                                                                                                   |
| 13                                     | Тральщик типа «Хальсион»               | J86                                    | HMS Salamander (1936)                  | ЕВК «Саламандер»                       | Великобритания                         |                                        |                                                                                                   |
| 14                                     | Авианосец                              | I49                                    | HMS Argus (1917)                       | ЕВК «Аргус»                            | Великобритания                         |                                        | 26 августа вышел из Рейкьявика.                                                                   |
| 15                                     | Авианосец                              | R38                                    | HMS Victorious (1939)                  | ЕВК «Викториес»                        | Великобритания                         |                                        | В составе сил дальнего прикрытия                                                                  |
| 16                                     | Флотский танкер                        | X34                                    | RFA Aldersdale (1937)                  | «Олдерсдейл»                           | Великобритания                         |                                        | В ордере грузовых судов конвоя                                                                    |

Отправившийся вместе с конвоем авианосец «Аргус» нёс 24 истребителя «Харрикейн Mk IIB» из 151-го авиакрыла Королевских ВВС, в ходе операции под кодовым названием «Стрендж» 7 сентября 1941 года приземлившихся на аэродроме Ваенга-1, расположенного недалеко от Мурманска.